# Paraply

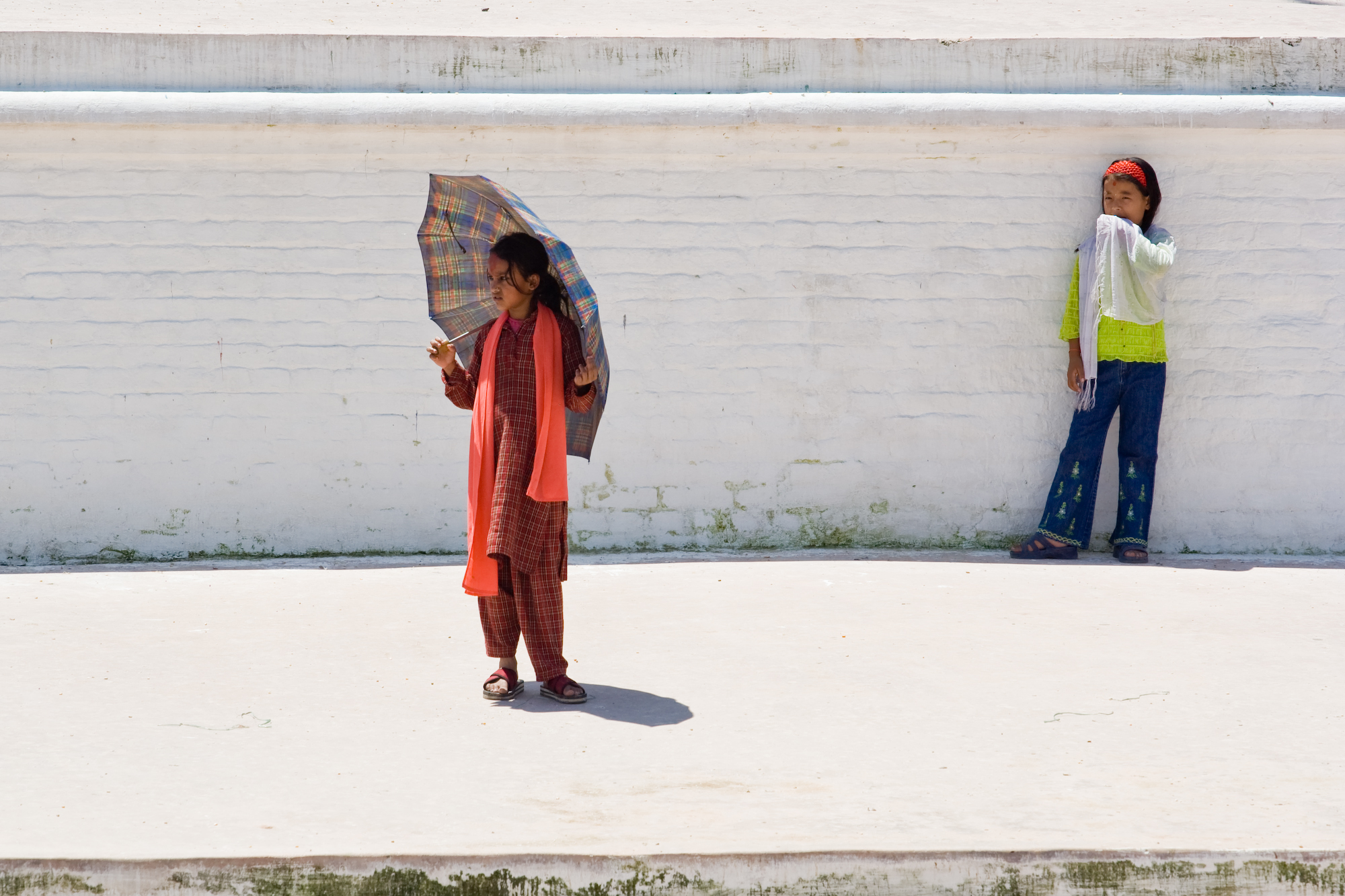
Paraplyer kan användas som regnskydd och solskydd.

Paraply (franska parapluie, mot regn) eller regnskärm är en anordning som skall skydda från regn och består av en hopfällbar skärm med handtag.
Vid regnväder kan ett paraply vara både ett alternativ och komplement till regnkläder. Paraply kan även medtagas vid risk för (plötsligt) regn, då det ofta går snabbt att veckla ut.
Paraplyer (liksom parasoller) var i bruk redan hos forntidens assyrier, egyptier, kineser och perser, men då förbehållna endast åt furstar och andra högt uppsatta personer. I Europa började paraplyer komma till användning på 1500-talet.
En liknande anordning som främst är tänkt att ge svalkande skugga mot solen kallas parasoll.